# 森千夏
森 千夏（もり ちなつ、1980年5月20日 - 2006年8月9日）は、日本の陸上競技選手。女子砲丸投日本記録保持者。2000年に初めて日本新記録を樹立して以降、日本記録を9回更新し、世界と大きくかけ離れていた砲丸投を世界レベルに押し上げ、1964年東京オリンピック以来40年ぶりにオリンピックに出場するなど、砲丸投のレベルアップに大きく貢献した。

## 経歴
東京都江戸川区出身。江戸川区立清新第二中学校時代から砲丸投を始め、中学時代は全国3位になる。1996年に東京高等学校に入学し、小林隆雄の指導を受け、才能を開花させた。1998年、丸亀インターハイ女子砲丸投で優勝。
1999年に国士舘大学体育学部に入学し、青山利春の指導を受け、アジアジュニア選手権で3位に入り銅メダルを獲得する。このころから中国選手の技術を取り入れはじめた。2000年に16m43の日本新記録を樹立。アジア選手権では準優勝、2001年、日本選手権で初優勝。2002年、浜松中日カーニバルで17m39の日本新記録を樹立した。釜山で開催されたアジア大会に日本代表として出場し、5位に入る健闘を見せた。
2003年、スズキに入社。同期入社には2008年・北京オリンピック女子走幅跳代表の井村久美子（旧姓・池田）がいる。入社直後の兵庫リレーカーニバルで17m53の日本新記録を樹立。同年日本選手権で2回目の優勝。同年日本人女子砲丸投げ選手として初めて世界選手権代表に選出される。世界選手権は予選で敗退したが、アジア選手権では3位に入った。2004年には日本新記録となる18m22を記録した。日本選手権では大学の先輩でもある豊永陽子に競り勝ち2年連続優勝。オリンピック参加標準記録を突破し、アテネオリンピック代表に選出された。

## 発病・死去
しかしアテネ五輪代表に決定した直後から体調に異変を感じ始め、特に五輪直前には原因不明の下腹部痛や発熱に悩まされていた。そのため満足な練習ができないまま五輪本番を迎えることとなり、自身が持つ日本記録の18m22に遠く及ばない15m86で予選落ちとなった。帰国後入院し、膀胱炎と診断された。一時は練習を再開したものの、極度の体調不良により入退院を繰り返す。
検査の結果、2005年7月に虫垂がんと診断された。虫垂がんは非常に症例が少ない上に、森の希望した治療が保険適用外であったため、莫大な治療費が必要となった。そのため母校の東京高校や日本陸上競技連盟などが募金活動に乗り出し、選手仲間の池田や為末大、親交のあったプロ野球選手の下柳剛らも大会等で支援を呼びかけた。
また入退院を繰り返す中でパニック障害を発症するなど、病の影響は精神面にも及んだ。
2005年はまったく試合に出場することができなかったため、2006年3月をもってスズキとの契約が解消された。
2006年8月9日午前10時36分、東京都内の病院で死去。26歳没。8月11日に通夜が営まれ、池田、為末らが涙ながらに弔辞を読み上げ、参列者の涙を誘った。12日に葬儀が営まれ、池田や為末の他にも室伏広治、醍醐直幸ら1500人もの人が参列した。戒名は技優院妙夏信女。
特に、森と同じスズキ所属で親友だった池田は「久美ちゃん泣かないでね、って言っていそうだね。でも、森ちゃんがいないから寂しいよ…北京オリンピックでは、私と森ちゃんの2人で絶対にメダルを獲る約束をしたよね。北京では私が森ちゃんの分までメダルを獲って、墓前に報告出来るよう頑張るから」と泣き崩れながら弔辞を読み上げた。その2008年の北京オリンピックに出場した池田だったが予選敗退に終わり、森との約束は叶わなかった。

## エピソード
- 中国の上海体育学院に短期留学を繰り返すなど、陸上界きっての中国通として知られ、頻繁に中国での合宿を組んでいた。
- 趣味は桃太郎電鉄[5]。
- ヤマザキナビスコの「チョコチップスナック」が大好物だった[5]。
- 2009年の世界陸上ベルリン大会男子やり投代表で、銅メダルを獲得した村上幸史は森のスズキの元同僚であった。またチームミズノアスレティック所属の大橋忠司は大学の後輩、女子800m前日本記録保持者の西村美樹は東京高校の後輩にあたる。
- 女子プロボクシング元WBA世界スーパーフライ級チャンピオンの山口直子は国士舘大学の2年先輩にあたる。山口も同じ投擲（槍投げ）種目だったが、森が入学したときには七種競技に転向していた。
- アテネオリンピック柔道金メダリストの鈴木桂治は国士館大学の同級生で、森と一緒に追試を受けた仲でもあった。
- 下柳とは親交が深く、下柳の愛犬・ラガーをお姫様だっこできた唯一の女性であった。
- 中部実業団対抗陸上競技選手権大会でもチームの総合優勝に度々貢献した。中でも池田（跳躍）、島崎亜弓（短距離）、佐野友里香（中長距離）、森（投擲）と4人の専門種目が全て異なるオーダーで組んだ400メートルリレー走では、投擲競技者とは思えないほどの加速力を見せてアンカーを務め、会場をどよめかせたほどだった。森も「リレーを走ったのは高校の時以来」だったという。

## 関連DVD
- 『実戦！砲丸投げのすべて　技術の獲得からトレーニング法まで』（指導・解説：小林隆雄（東京高等学校陸上競技部顧問）、実技協力：東京高等学校陸上競技部、協力：森健次、スズキ陸上競技部、国士舘大学陸上競技部、森千夏選手の投擲映像も紹介、ジャパンライム、2008/10、DVD）

## 註
1. 1 2 3 4 5 6  “陸上女子砲丸投げの日本記録保持者、死去”.   集英社 (2006年8月). 2022年4月3日閲覧。
2. 1 2  “【ベテラン記者コラム（１５３）】アテネ五輪の後悔、見られなかった森千夏さんの投擲”.   株式会社産業経済新聞社 (2021年6月4日). 2022年3月13日閲覧。
3. 1 2  “森千夏、聖地に残した熱投｜五輪　あのとき”.   株式会社時事通信社 (2020年5月11日). 2022年3月13日閲覧。
4. ↑  “向き合って｜ゆうゆうLife”.   産経デジタル (2006年11月21日). 2022年4月3日閲覧。
5. 1 2  出典：陸上競技マガジン